# George Jones with Love
Albums de George Jones
Will You Visit Me on Sunday?
(1970) George Jones Sings the Great Songs of Leon Payne
(1971)
George Jones with Love est un album de l'artiste américain de musique country George Jones. Cet album est sorti en 1971 sur le label Musicor Records.

## Liste des pistes
| No  | Titre                             | Auteur                      | Durée |
| --- | --------------------------------- | --------------------------- | ----- |
| 1.  | A Good Year for the Roses         | Jerry Chesnut               |       |
| 2.  | I'll Follow You (Up to Our Cloud) | David Turner                |       |
| 3.  | Playing Possum                    |                             |       |
| 4.  | Try                               |                             |       |
| 5.  | Going Life's Way                  |                             |       |
| 6.  | I Know                            |                             |       |
| 7.  | Divorce or Destroy                |                             |       |
| 8.  | Loving You Makes You Mine         |                             |       |
| 9.  | A Day in the Life of a Fool       |                             |       |
| 10. | Never Grow Cold                   | George Jones, Tammy Wynette |       |

## Positions dans les charts
Album – Billboard (Amérique du nord)
| Année | Chart          | Position |
| ----- | -------------- | -------- |
| 1971  | Albums country | 9        |

Singles – Billboard (Amérique du nord)
| Année | Single                    | Chart           | Position |
| ----- | ------------------------- | --------------- | -------- |
| 1971  | A Good Year For The Roses | Singles country | 2        |